# Gobiosoma nudum
 Gobiosoma nudum és una espècie de peix de la família dels gòbids i de l'ordre dels perciformes.

## Morfologia
Els mascles poden assolir els 4,5 cm de longitud total.

## Distribució geogràfica
Es troba des de la Península de Baixa Califòrnia (Mèxic) fins a Panamà.